# Moteur avec cylindres en V
Pour un article plus général, voir Architecture des moteurs à pistons.
Un moteur en V ou moteur avec cylindres en V est un type de moteur à pistons où les cylindres sont placés longitudinalement sur deux bancs de cylindres séparés, reliés en leur partie basse par un vilebrequin, et disposés selon un angle en V (usuellement de 15 à 135°, pouvant atteindre 180°).

## Description
Cette architecture permet de réduire la longueur du vilebrequin et du moteur, par rapport à un moteur avec cylindres en ligne, et d'obtenir un fonctionnement généralement plus souple dès les bas régimes.
Les bielles d'une paire de cylindres sont généralement placées sur le même maneton du vilebrequin, rarement sur deux manetons décalés. Lorsqu'elles partagent le même maneton, elles peuvent être placées côte à côte ou entrecroisées, comme sur les curieux V-twin équipant les motos du constructeur américain Harley-Davidson.

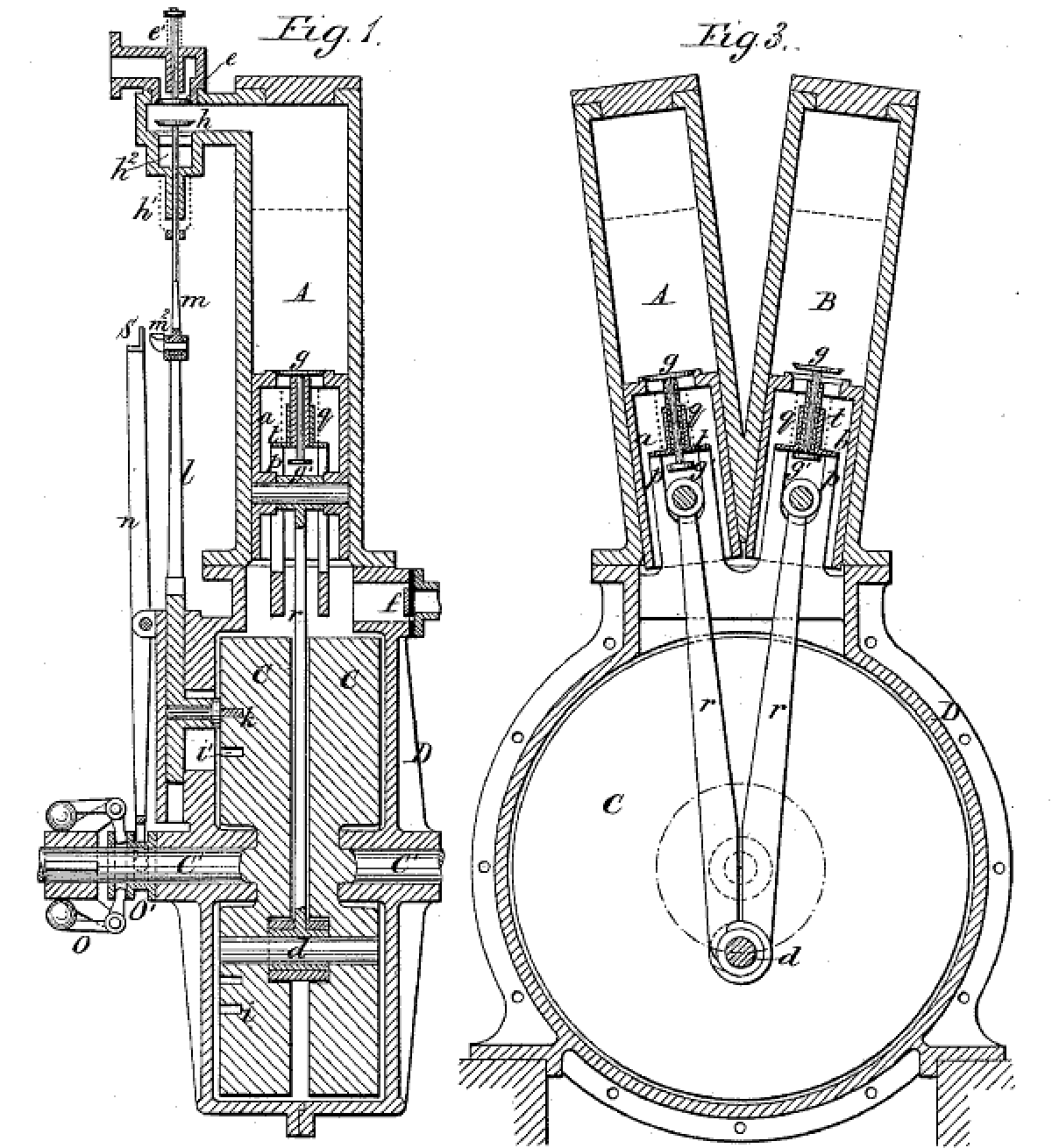
Moteur Daimler Type P V2 (1887).
Vue animée.
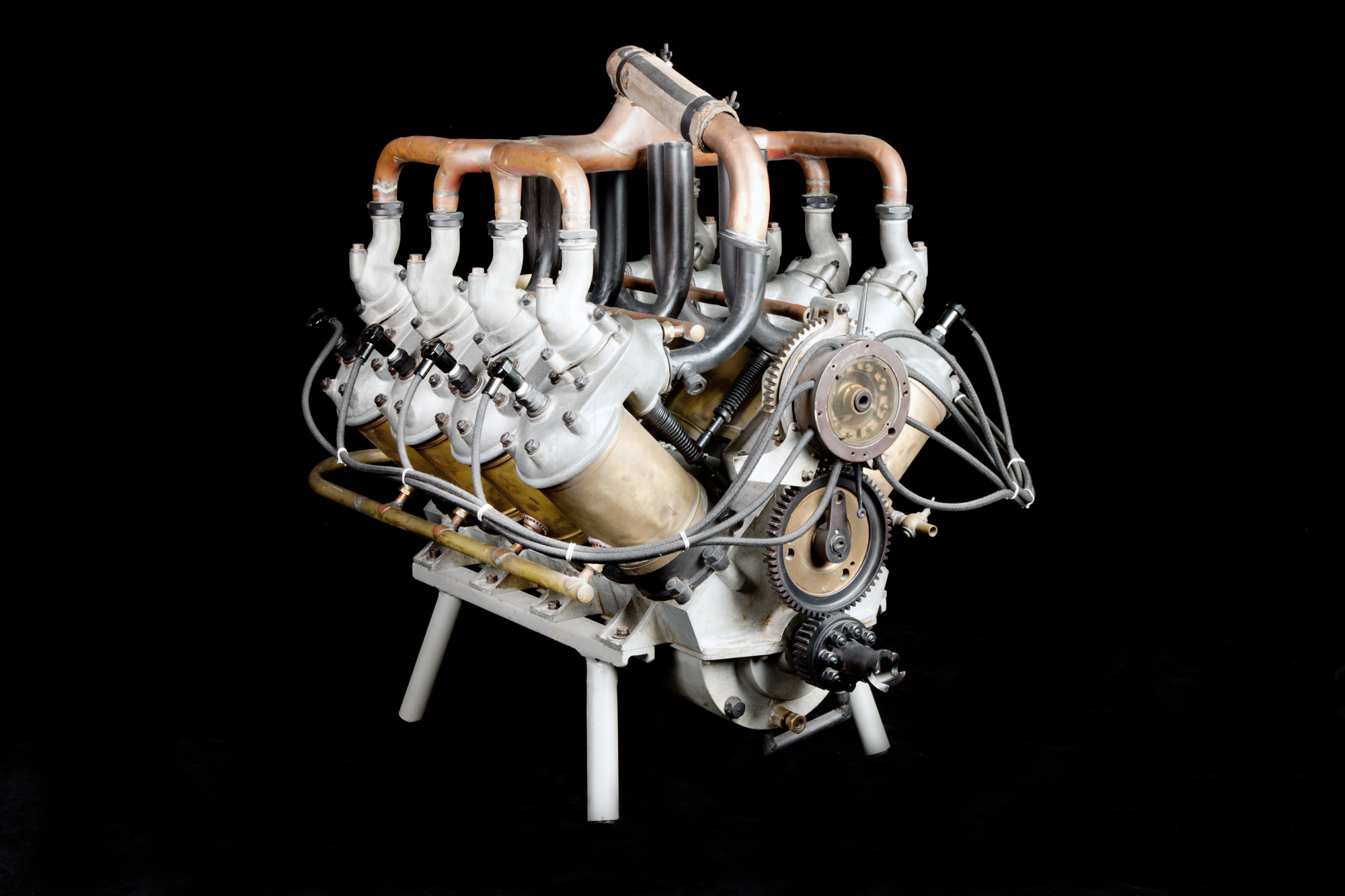
Antoinette 8V (1906).
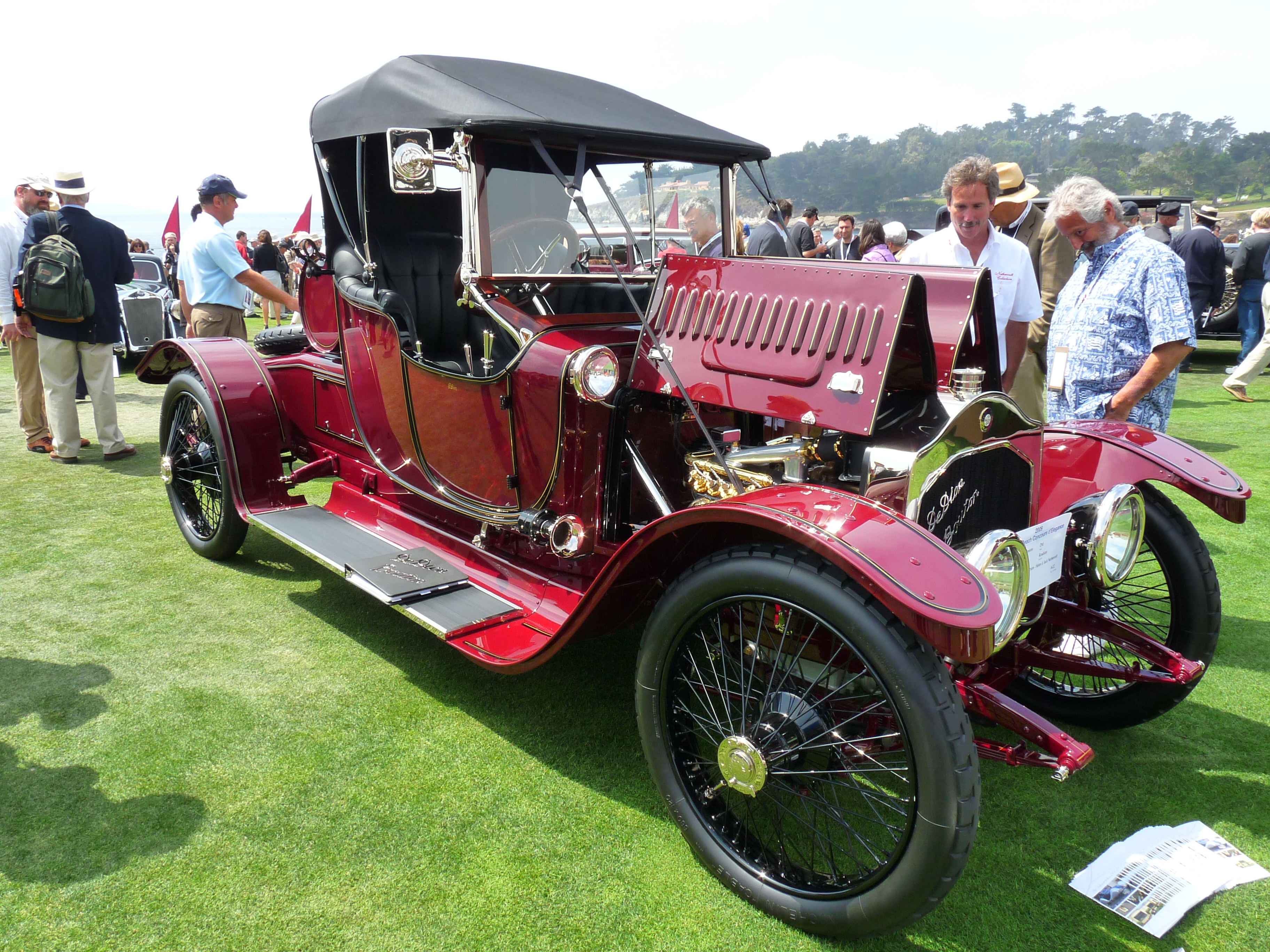
De Dion-Bouton V8 (1909).
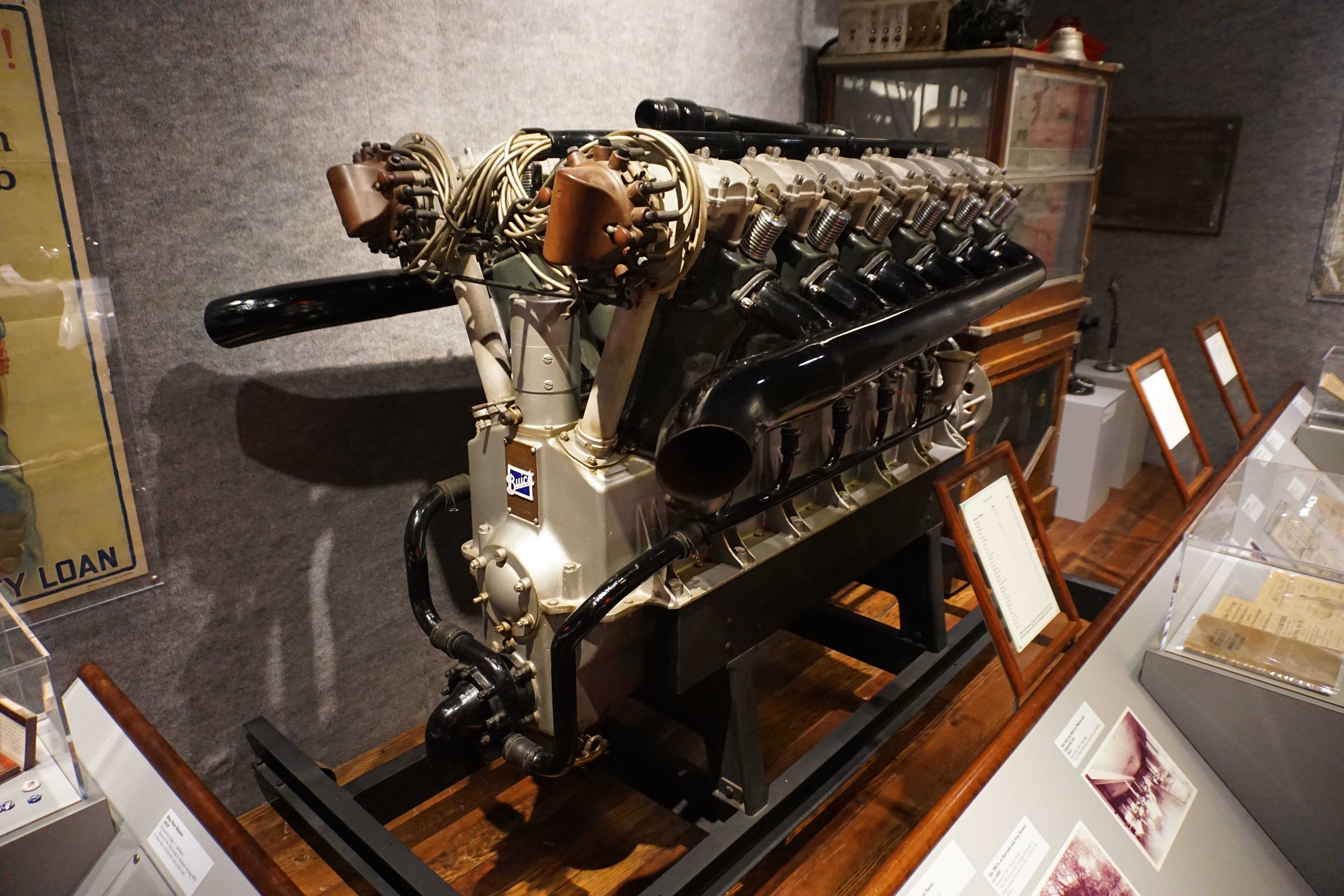
Liberty L-12 (1917).

D'une conception initialement complexe et assez coûteuse, car nécessitant le moulage et l'assemblage de trois grandes parties principales (les deux blocs cylindres + le bas moteur commun), cette architecture deviendra un standard sur nombre d'automobiles de série, surtout aux États-Unis, grâce à la motivation d'Henry Ford. En effet, ce dernier, qui lança la Ford V8 en 1932, parvint à mettre au point une technique de fonderie spéciale permettant de couler ces trois parties en une seule.

## Technique
Cette organisation des cylindres est aussi bien utilisée pour un moteur à combustion interne que pour toute autre source d'énergie, comme un moteur à vapeur.

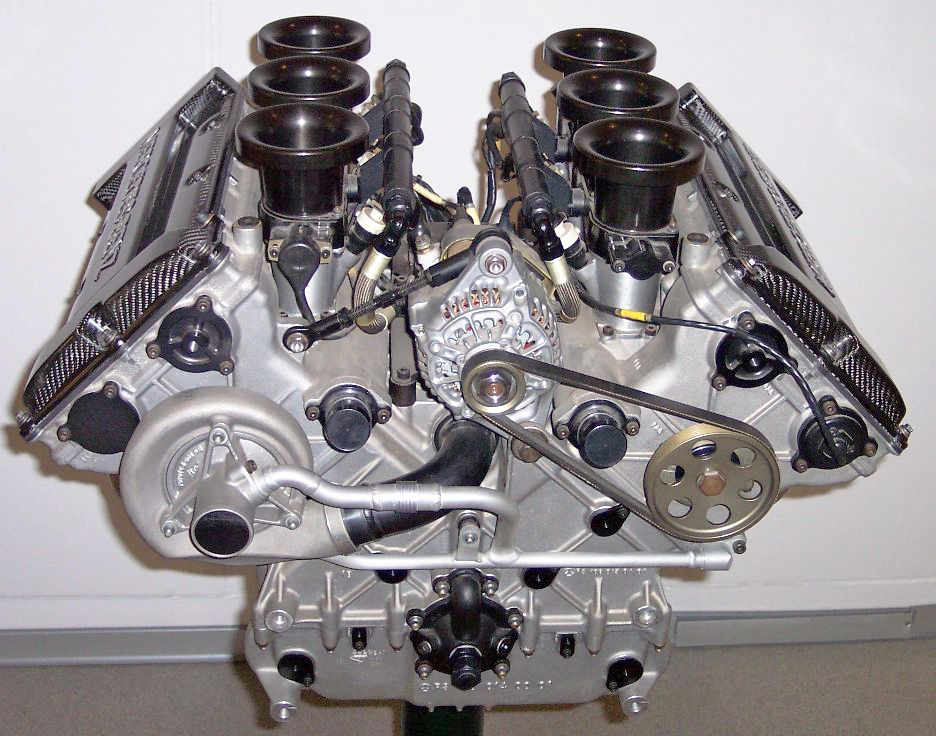
Moteur V6 automobile.
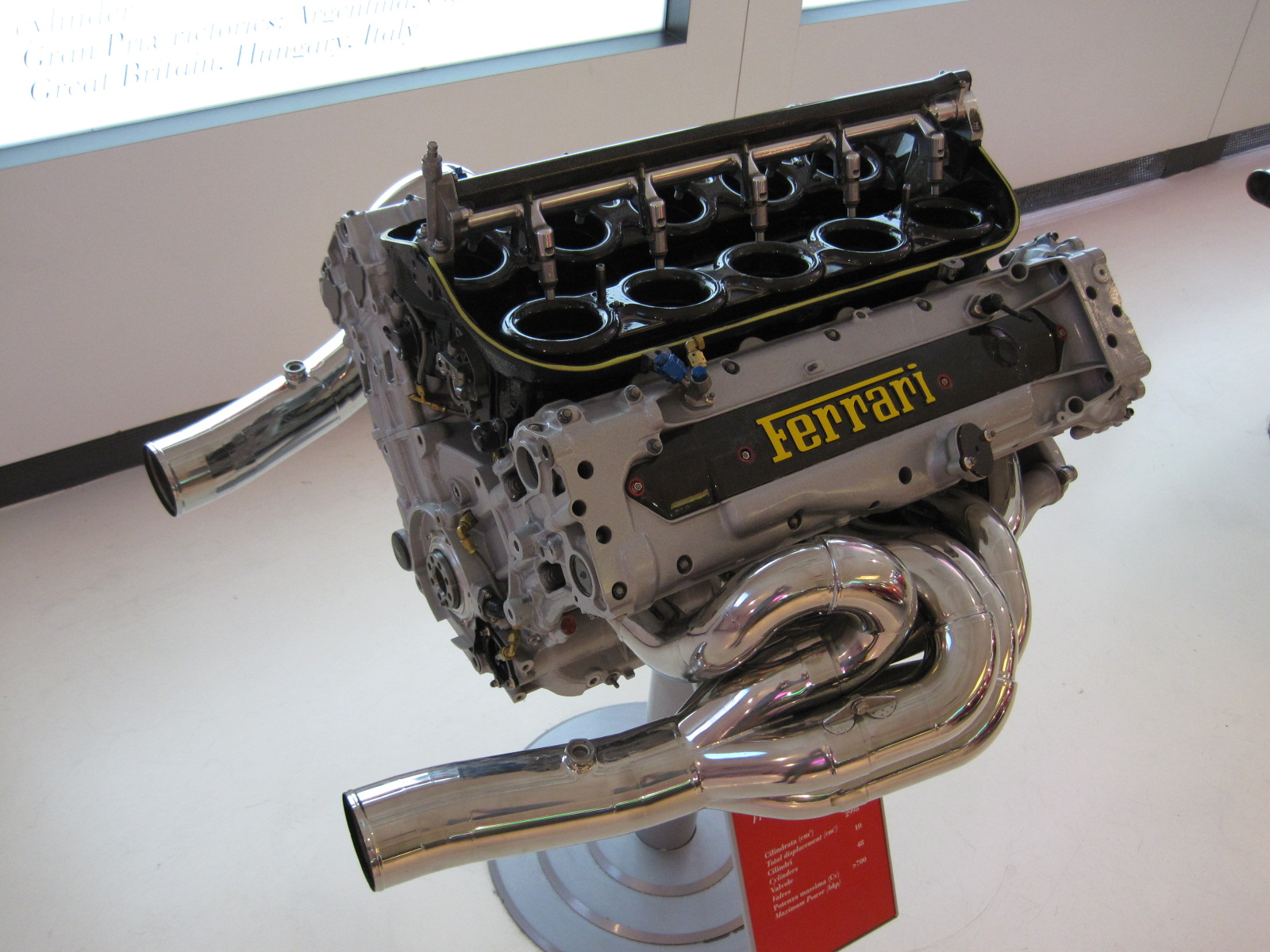
Moteur V10 de Ferrari F300.
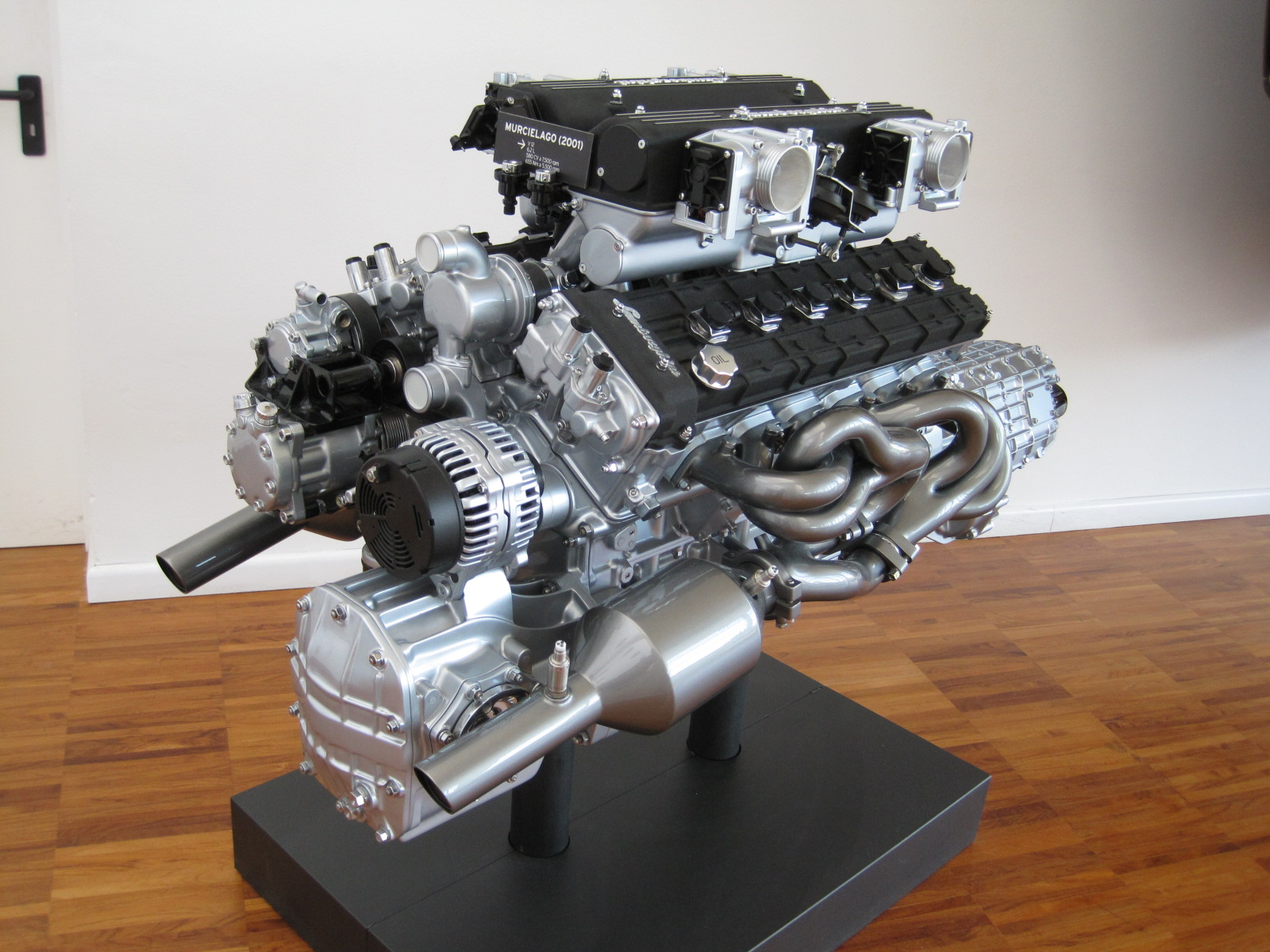
Moteur V12 Lamborghini.
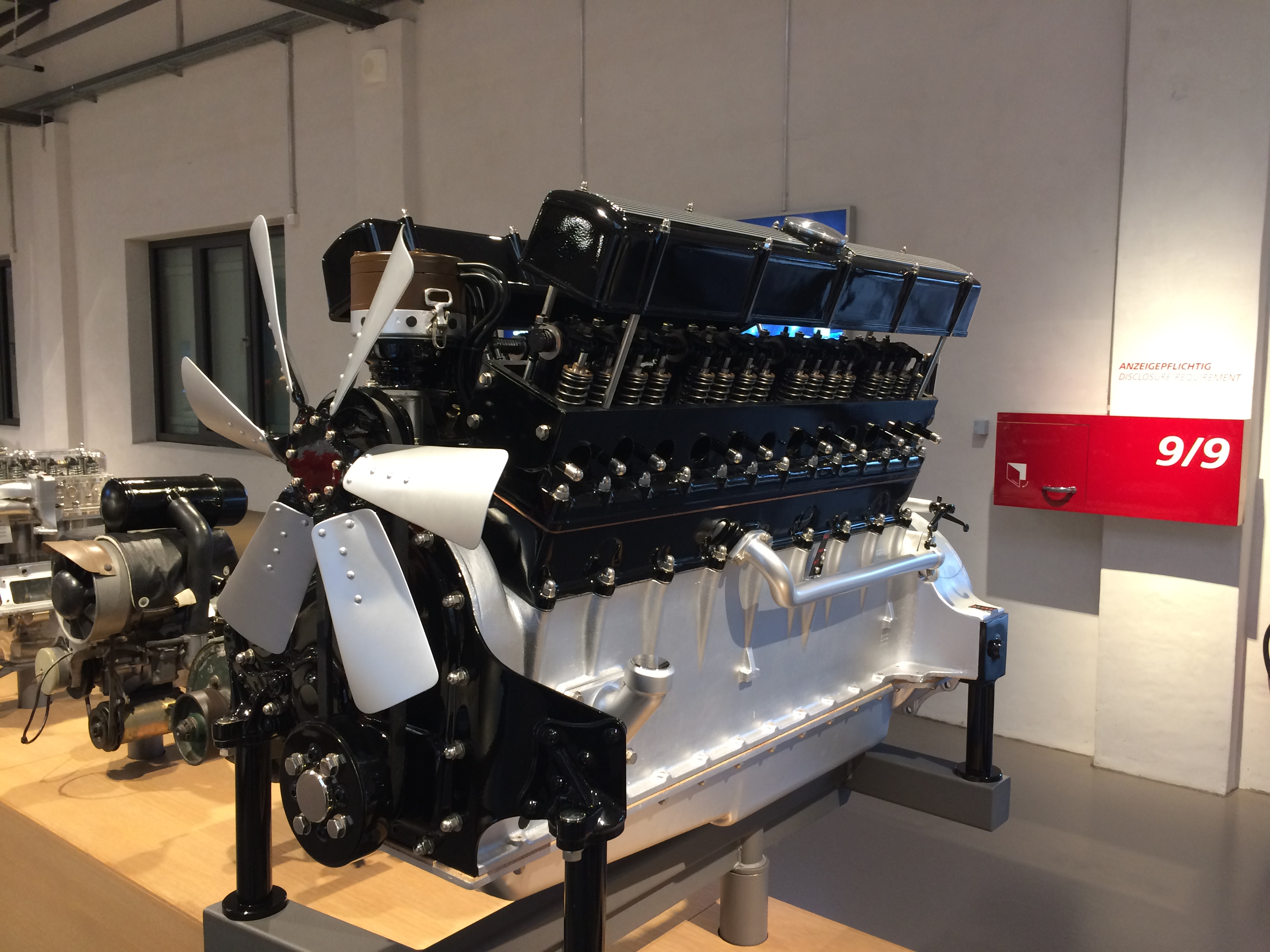
Moteur de Cadillac V-16.
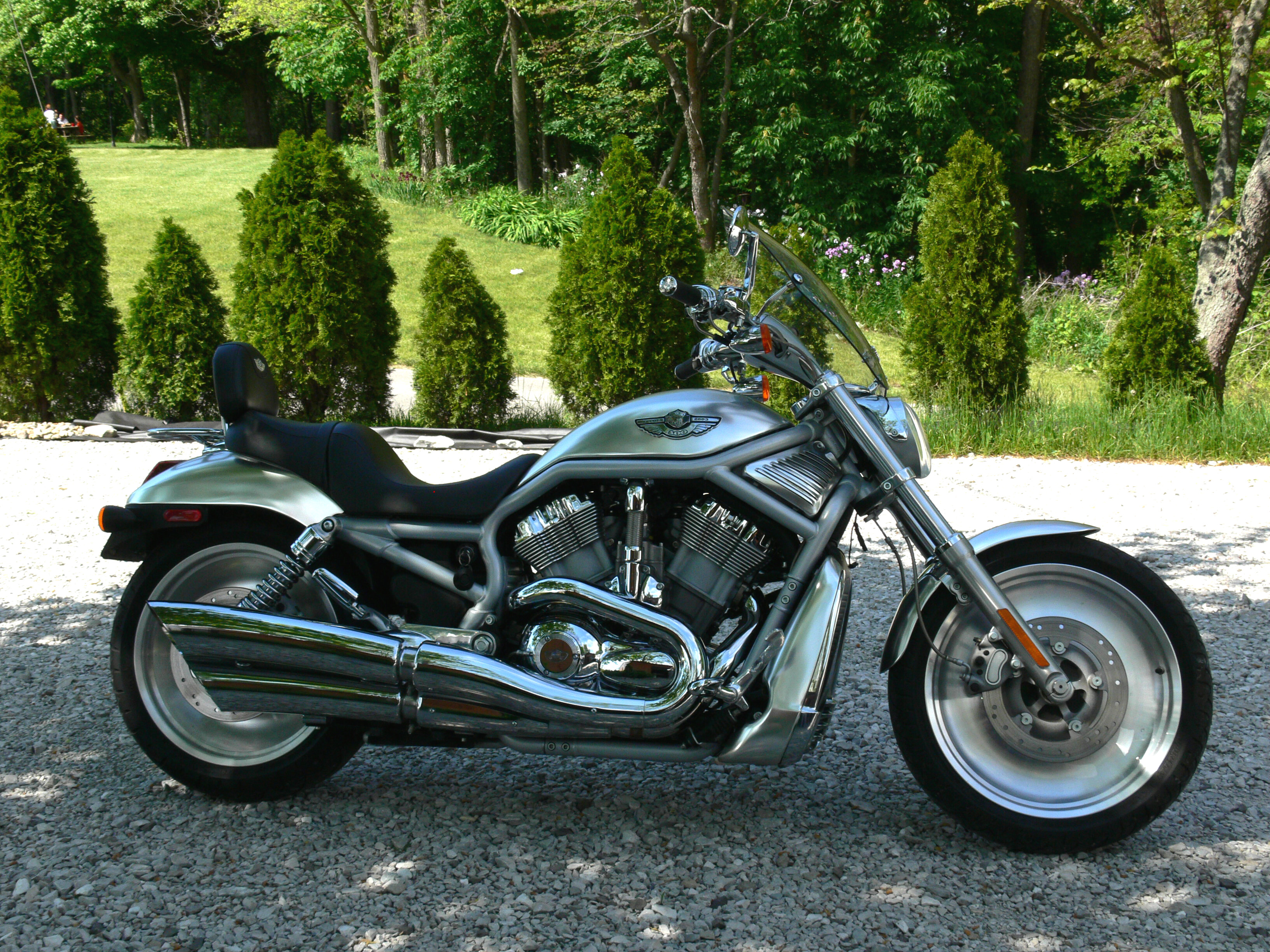
Harley-Davidson V-Rod (V-twin).

### Avantages

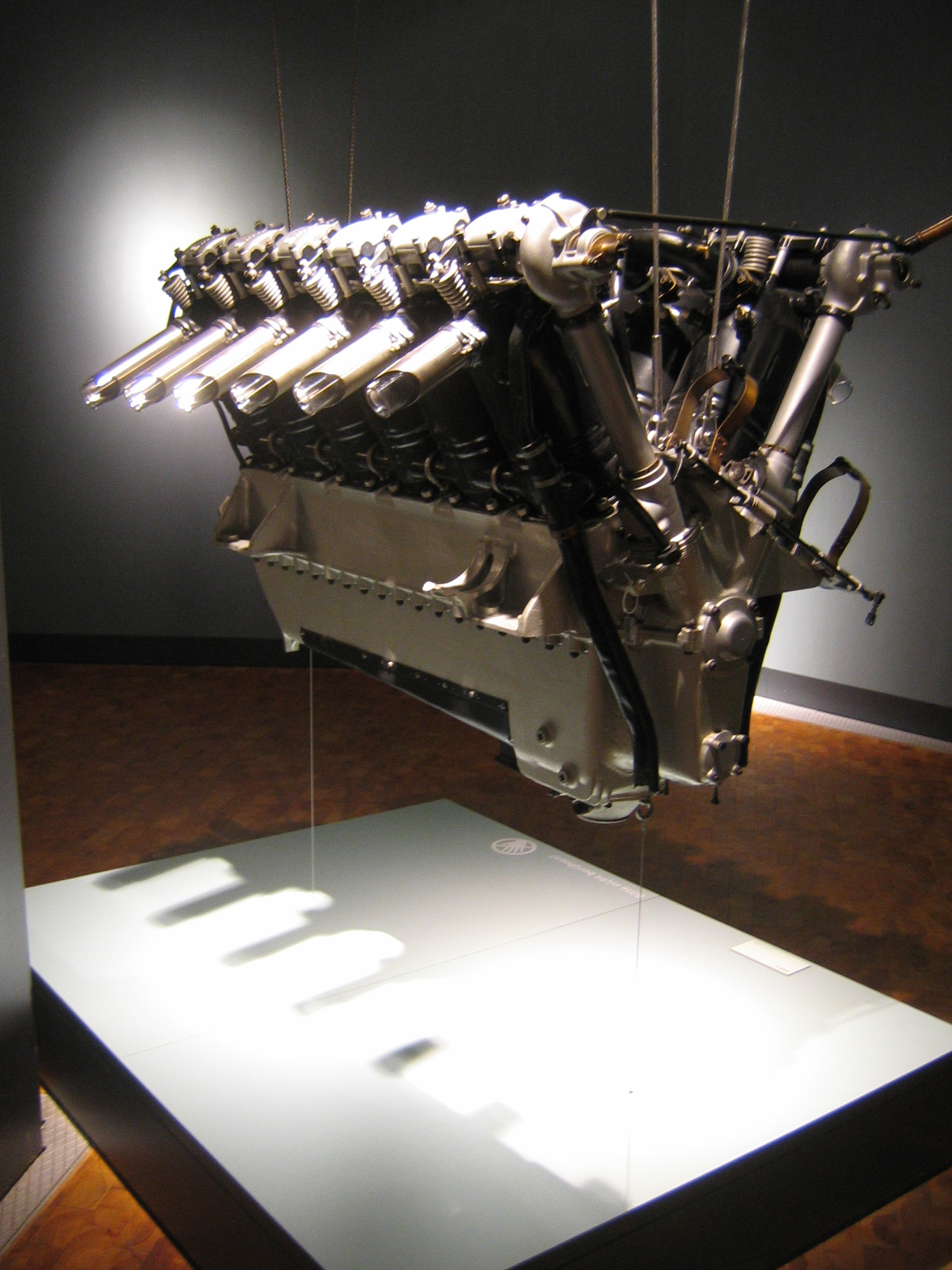
Moteur d'avion V12 BMW VI, du Musée allemand des techniques de Berlin.

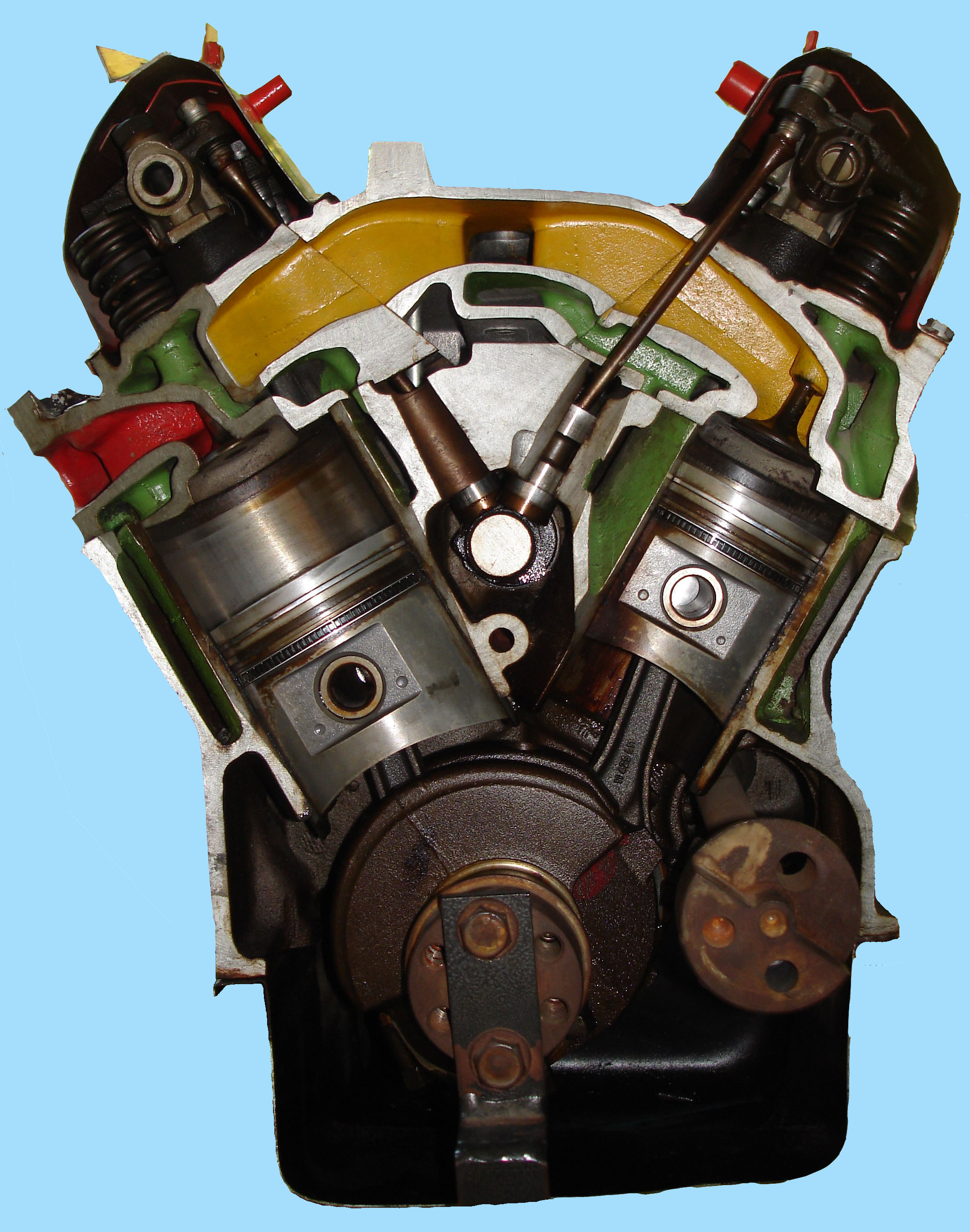
Coupe transversale d'un moteur V4.

Les principaux avantages d'un moteur en V sont :
- plus compact, il est presque deux fois plus court qu'un moteur en ligne ayant le même nombre de cylindres. Sa structure est également bien plus rigide en torsion et permet de faire partie intégrante du châssis, sur certaines voitures de compétition (comme les F1, pour ne citer qu'elles). Les moteurs en ligne ne permettent pas ce genre de pratique ;
- vilebrequin et arbre(s) à cames plus courts donc plus légers, plus rigides et surtout moins chers à produire[N 1] ;
- moins de vibrations et régularité cyclique parfaite pour un V6 à 120°, ou un V12 à 60°[N 2],[1] ;
- abaisse généralement le centre de gravité[N 3], surtout sur les moteurs avec un V très ouvert tels que les moteurs à plat. Ceci est un gage de stabilité sur les voitures sportives[N 4] surtout avec l'utilisation de carter sec.

### Inconvénients
Les principaux inconvénients d'un moteur en V sont :
- équilibre vibratoire difficile, pour un V6 à 45° ou 90°[N 2] ;
- moteur plus large qu'un moteur à cylindres en ligne ;
- nécessité d'un circuit de refroidissement plus soigné, voire de deux pompes à eau.

### Angle d'ouverture

Animation montrant la différence entre deux moteurs à plat : le type boxer (en haut) et le moteur en V à 180° (en bas).

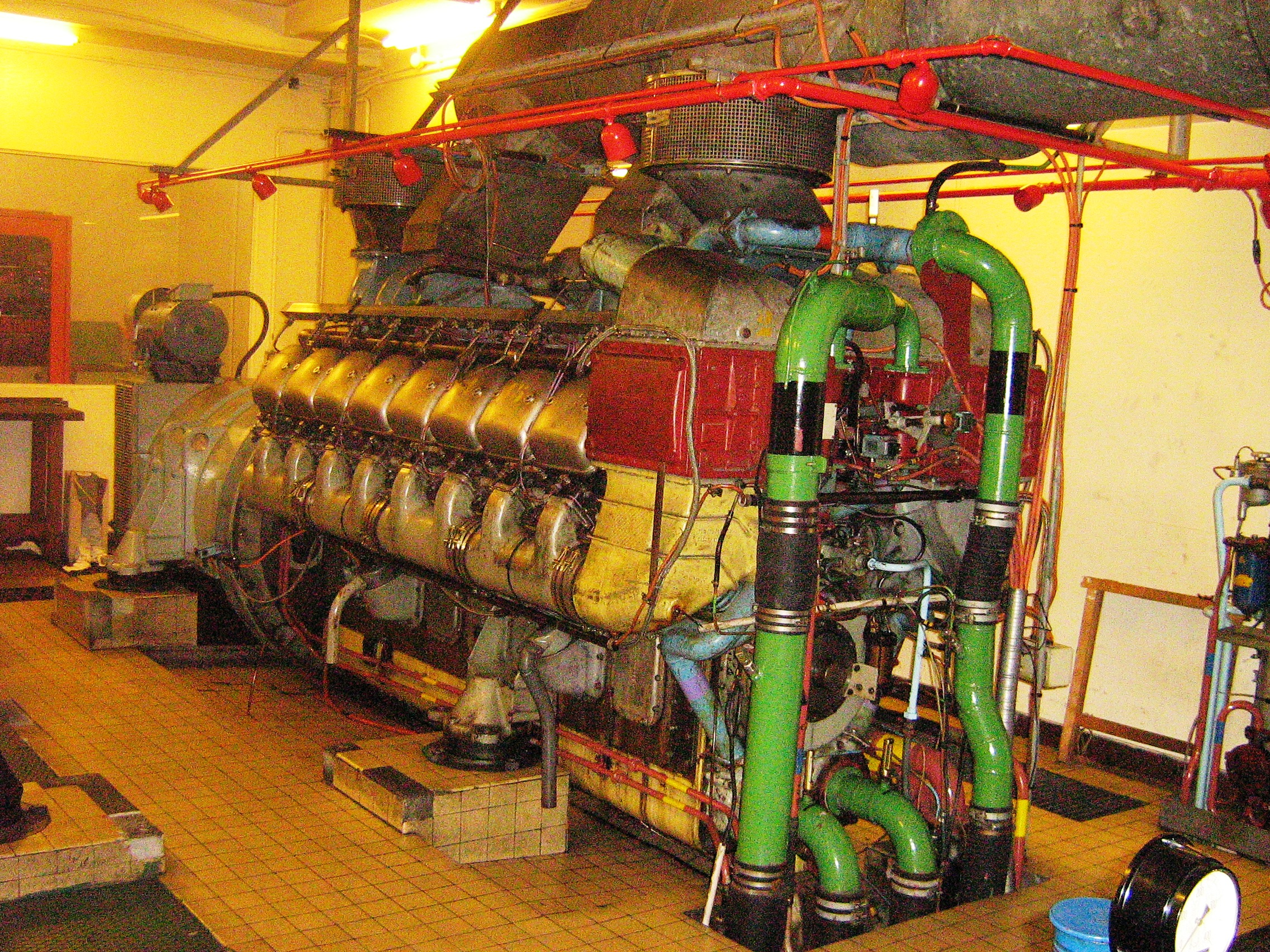
Groupe électrogène de 1.5 MW type V16 SEMT Pielstick.

L'angle d'ouverture est un paramètre important dans un moteur en V. Quelques moteurs V6, comme le moteur V6 PRV, ont été conçus sur la base d'un V8 avec une ouverture à 90° ainsi qu'un vilebrequin à manetons non décalés, à l'origine de vibrations et d'à-coups. L'utilisation de manetons décalés permet d'atténuer le problème.
Dans la production automobile courante, les moteurs ont un angle compris entre 45 et 90°. Les meilleures configurations possibles étant : V6 (ou V12) à 60°, V8 à 90° et V10 à 72°.
Les principales configurations sont les suivantes :
- moteur en V entre 45° et 90° : grande majorité des cas (le bicylindre en V à 90° est parfois appelé bicylindre en « L », notamment par la firme Ducati) ;
- moteur en V à 111° : V10 mis au point par l'équipe Renault F1 Team pour la saison 2001, afin d'abaisser le centre de gravité. À la suite de nombreux problèmes de fiabilité, elle a abandonné cette technique à partir de la saison 2004 ;
- moteur en V à 135° : V16 de Formule 1 de British Racing Motors de 1951 et V16 Cadillac de la fin des années 1930[2] ;

- moteur en V étroit, caractéristique du constructeur italien Lancia qui présenta en 1919 un premier modèle équipé d'un V4 à 20°. Cette caractéristique restera liée à la marque jusqu'à son intégration dans le groupe Fiat en 1969 ;
- moteur en V à 15° : le moteur VR6[N 5] du groupe Volkswagen[N 6] dont le principal intérêt est de n'utiliser qu'une seule culasse, contre deux pour un V6 conventionnel, tout en gardant un encombrement plus faible que celui d'un 6-cylindres en ligne ;
- moteurs à 180° : ils s'apparentent directement à des moteurs dont le V est ouvert à 180° mais sont souvent assimilés à des moteurs « à plat » (en anglais : flat), bien qu'étant conceptuellement très différents des moteurs de type "boxer".

## Utilisation
- Moteurs de voitures : de 2 à 16 cylindres.
- Moteurs de motos : de 2 à 8 cylindres (rarement plus de 6) (ex. : Boss Hoss V8).
- Moteurs d'avions (depuis la Première Guerre mondiale) : Liberty L-12, V12 Daimler-Benz (inversé), Hispano-Suiza, Rolls-Royce, etc.
- Moteurs de grande ou très grande puissance : camions, engins de génie civil, locomotives diesel, bateaux (jusqu'à 24 cylindres).
- Moteurs de groupes électrogènes de grande puissance.

## Types
- Moteur à plat
- Moteur V2
- Moteur V3
- Moteur V4 (en)
- Moteur V5
- Moteur V6
- VR6
- Moteur V6 PRV
- Moteur V8
- Moteur V10
- V10 bridé en Formule 1
- Moteur V12
- Moteur W12
- Moteur V14 (en)
- Moteur V16 (en)
- Moteur V18
- Moteur V20
- Moteur V24
- Moteur en W
- Moteur en X
- Moteur en étoile